# Uncle Meat
Uncle Meat je páté studiové album americké rockové skupiny The Mothers of Invention, vydané v roce 1969.

## Seznam skladeb
Všechny skladby napsal Frank Zappa, pokud není uvedeno jinak.

### LP
| Strana 1 | Strana 1                                         | Strana 1      | Strana 1 |
| Pořadí   | Název                                            | Autor         | Délka    |
| -------- | ------------------------------------------------ | ------------- | -------- |
| 1.       | Uncle Meat: Main Title Theme                     |               | 1:56     |
| 2.       | The Voice of Cheese                              |               | 0:26     |
| 3.       | Nine Types of Industrial Pollution               |               | 6:00     |
| 4.       | Zolar Czakl                                      |               | 0:54     |
| 5.       | Dog Breath, in the Year of the Plague            |               | 3:59     |
| 6.       | The Legend of the Golden Arches                  |               | 3:28     |
| 7.       | Louie Louie (At the Royal Albert Hall in London) | Richard Berry | 2:19     |
| 8.       | The Dog Breath Variations                        |               | 1:48     |

| Strana 2 | Strana 2                                                 | Strana 2      | Strana 2 |
| Pořadí   | Název                                                    | Autor         | Délka    |
| -------- | -------------------------------------------------------- | ------------- | -------- |
| 1.       | Sleeping in a Jar                                        |               | 0:50     |
| 2.       | Our Bizarre Relationship                                 |               | 1:05     |
| 3.       | The Uncle Meat Variations                                |               | 4:46     |
| 4.       | Electric Aunt Jemima                                     |               | 1:46     |
| 5.       | Prelude to King Kong                                     |               | 3:38     |
| 6.       | God Bless America (Live at the Whisky A Go Go)           | Irving Berlin | 1:10     |
| 7.       | A Pound for a Brown on the Bus                           |               | 1:29     |
| 8.       | Ian Underwood Whips It Out (Live on stage in Copenhagen) |               | 5:05     |

| Strana 3 | Strana 3                                 | Strana 3 |
| Pořadí   | Název                                    | Délka    |
| -------- | ---------------------------------------- | -------- |
| 1.       | Mr. Green Genes                          | 3:14     |
| 2.       | We Can Shoot You                         | 2:03     |
| 3.       | If We'd All Been Living in California... | 1:14     |
| 4.       | The Air                                  | 2:57     |
| 5.       | Project X                                | 4:48     |
| 6.       | Cruising for Burgers                     | 2:18     |

| Strana 4 | Strana 4         | Strana 4 |
| Pořadí   | Název            | Délka    |
| -------- | ---------------- | -------- |
| 1.       | King Kong Itself | 0:49     |
| 2.       | King Kong        | 1:21     |
| 3.       | King Kong        | 1:44     |
| 4.       | King Kong        | 6:17     |
| 5.       | King Kong        | 0:34     |
| 6.       | King Kong        | 7:24     |

### CD
| Disk 1 | Disk 1                                                   | Disk 1        | Disk 1 |
| Pořadí | Název                                                    | Autor         | Délka  |
| ------ | -------------------------------------------------------- | ------------- | ------ |
| 1.     | Uncle Meat: Main Title Theme                             |               | 1:56   |
| 2.     | The Voice of Cheese                                      |               | 0:26   |
| 3.     | Nine Types of Industrial Pollution                       |               | 6:00   |
| 4.     | Zolar Czakl                                              |               | 0:54   |
| 5.     | Dog Breath, in the Year of the Plague                    |               | 3:59   |
| 6.     | The Legend of the Golden Arches                          |               | 3:28   |
| 7.     | Louie Louie (At the Royal Albert Hall in London)         | Richard Berry | 2:19   |
| 8.     | The Dog Breath Variations                                |               | 1:48   |
| 9.     | Sleeping in a Jar                                        |               | 0:50   |
| 10.    | Our Bizarre Relationship                                 |               | 1:05   |
| 11.    | The Uncle Meat Variations                                |               | 4:46   |
| 12.    | Electric Aunt Jemima                                     |               | 1:46   |
| 13.    | Prelude to King Kong                                     |               | 3:38   |
| 14.    | God Bless America (Live at the Whisky A Go Go)           | Irving Berlin | 1:10   |
| 15.    | A Pound for a Brown on the Bus                           |               | 1:29   |
| 16.    | Ian Underwood Whips It Out (Live on stage in Copenhagen) |               | 5:05   |
| 17.    | Mr. Green Genes                                          |               | 3:14   |
| 18.    | We Can Shoot You                                         |               | 2:03   |
| 19.    | If We'd All Been Living in California...                 |               | 1:14   |
| 20.    | The Air                                                  |               | 2:57   |
| 21.    | Project X                                                |               | 4:48   |
| 22.    | Cruising for Burgers                                     |               | 2:18   |

| Disk 2 | Disk 2                         | Disk 2 |
| Pořadí | Název                          | Délka  |
| ------ | ------------------------------ | ------ |
| 1.     | Uncle Meat Film Excerpt, Pt. 1 | 37:34  |
| 2.     | Tengo Na Minchia Tanta         | 3:46   |
| 3.     | Uncle Meat Film Excerpt, Pt. 2 | 3:50   |
| 4.     | King Kong I                    | 0:49   |
| 5.     | King Kong II                   | 1:21   |
| 6.     | King Kong III                  | 1:44   |
| 7.     | King Kong IV                   | 6:17   |
| 8.     | King Kong V                    | 0:34   |
| 9.     | King Kong VI                   | 7:24   |

## Sestava
- Frank Zappa – kytara, zpěv, perkuse
- Ray Collins – zpěv
- Jimmy Carl Black – bicí, mluvené slovo
- Roy Estrada – baskytara
- Don (Dom De Wild) Preston – elektrické piáno
- Billy (The Oozer) Mundi – bicí
- Bunk (Sweetpants) Gardner – pikola, flétna, klarinet, basklarinet, soprán saxofon, altsaxofon, tenorsaxofon, fagot
- Ian Underwood – elektronické varhany, piáno, cembalo, celesta, flétna, klarinet, altsaxofon, barytonsaxofon
- Artie (With the Green Mustache) Tripp – bicí, tympány, vibrafon, marimba, xylofon, dřevěné nástroje, zvonky
- Euclid James (Motorhead/Motorishi) Sherwood – tamburína, ...